# Solieria aureola
Solieria aureola là một loài ruồi trong họ Tachinidae.